# Fear (Computerspiel)
F.E.A.R. (englisch für „Furcht“ und Akronym für First Encounter Assault Recon) ist ein Ego-Shooter, der von dem US-amerikanischen Studio Monolith Productions entwickelt und am 18. Oktober 2005 von Sierra Entertainment veröffentlicht wurde. Am 10. November 2006 erschien das Spiel zudem für die Xbox 360 und im April 2007 auch für die PlayStation 3. F.E.A.R. vereint Ego-Shooter und Survival Horror und setzt dabei auf unheimliche Atmosphäre, Feuergefechte und den aus dem Kinofilm Matrix und dem Videospiel Max Payne bekannten Bullet-Time-Effekt. Bei den Schockeffekten orientierten sich die Entwickler stark an asiatischen Horrorfilmen wie Ring oder Der Fluch – The Grudge.
Die auf dem deutschen Markt erschienene Version ist in der Gewaltdarstellung eingeschränkt. Die deutsche Version hat die USK-Einstufung „keine Jugendfreigabe“ (ab 18 Jahren), die englische, ungekürzte Originalversion wurde von der BPjM indiziert.

## Handlung
F.E.A.R. bedeutet First Encounter Assault Recon (frei übersetzt „Aufklärung und Angriff bei Erstkontakt“). Man übernimmt die Rolle eines Mitglieds dieser Spezialeinheit, die in die Docks der Stadt geschickt wird, um eine Privatarmee zu stoppen. Die gegnerischen Soldaten werden von dem telepathisch begabten Psychopathen Paxton Fettel befehligt, der jüngst aus dem Gefängnis ausgebrochen ist. In den Docks wird jedoch die Spezialeinheit durch ein Mädchen in einem roten Kleid getötet, nur der Protagonist überlebt. Daraufhin säubert der Spieler im Alleingang die Docks von dieser geheimnisvollen Truppe. Schließlich wird festgestellt, dass es sich um geklonte Soldaten der Armacham Technology Corporation handelt. Der Protagonist muss herausfinden was es mit Fettel und dem Mädchen auf sich hat und auf welche Weise Armacham in die genannten Vorfälle verwickelt ist.

### Projekt Origin
Das Projekt Origin ist ein Projekt zur Züchtung von Kommandanten mit telepathischen Fähigkeiten, die die replizierten Supersoldaten kontrollieren können. Die Kommandanten können ihren Soldaten Befehle und Informationen direkt über das Schlachtfeld liefern, ohne mit ihnen in Kontakt (z. B. durch Funk) treten zu müssen. Damit Telepathen gezüchtet werden konnten, brauchte man erst die DNA eines anderen Telepathen. Dazu missbrauchten die Projektleiter Harlan Wades Tochter Alma Wade. Es entstanden zwei Personen aus Almas Genen: der Spieler und Paxton Fettel. Die übersinnlichen Kräfte des Spielers wurden als unzureichend angesehen, und so wurde die Entscheidung getroffen, eine zweite Person zu entwickeln – mit erfreulicherem Ergebnis. Aus diesem Grund wurde nur Fettel ausgebildet, die Replikanten steuern zu können. Da Fettel für Almas Telepathie allerdings sehr anfällig war und auf ihren Befehl im Alter von 10 Jahren mehrere Angestellte von Armacham ermordete, wurde Fettel in Verwahrung genommen und das Projekt Origin eingefroren. Project Origin ist auch der Untertitel des Nachfolgerspiels.

### Projekt Perseus
Das Projekt für die Entwicklung der Supersoldat-Replikanten. Ursprünglich aus dem Projekt Icarus entstanden, was zum Ziel hatte, menschliche Muskeln und Knochen zu verbessern. Projekt Perseus beschäftigte sich damit, starke Soldaten zu erschaffen, die leicht durch die Kommandanten des Projekt Origin zu kontrollieren und bei Verlust auch schnell und billig zu ersetzen sind. Des Weiteren haben die Replikanten keinen menschlichen Wert, weshalb jegliche Menschenrechte für sie nicht gelten. Aus diesem Grund kann man sie ohne Rücksicht auf Verluste einsetzen und trivial ersetzen.

### Charaktere

#### Der Spieler
Wer genau der Spieler eigentlich ist, bleibt lange Zeit unbekannt. Allerdings ist er der erste Prototyp von ATC. Gleich im Anschluss des ersten Abschnitts des Spieles werden Andeutungen darauf gemacht, dass an ihm selbst in der Vergangenheit Experimente durchgeführt wurden. Er ist der erste Sohn von Alma und sieht sie deshalb auch immer wieder in Visionen. Der Spieler verfügt über die von Alma vererbte Fähigkeit, kurzzeitig seine Reaktionsfähigkeit zu erhöhen, was ihm einen Vorteil gegenüber seinen Gegnern verschafft. Zusätzlich hat er ein Gespür für paranormale Aktivitäten. Der Spieler und Fettel gehören zum Projekt Origin und sind eigentlich dazu gezüchtet worden, die Kommandanten der Replikantenarmee zu sein. Rein theoretisch müsste der Spieler also auch dieselbe Fähigkeit wie Fettel haben, die Replikanten zu steuern, was ihm aber – anscheinend mangels telepathischer Erfahrung und Ausbildung im Umgang mit seinen Kräften, die Fettel genoss – nicht gelingt. Allerdings kommt auch heraus, dass die Kräfte des Spielers von Armacham als unzureichend dargestellt werden, ganz im Gegensatz zu denen von Fettel. Fettel erwähnt des Öfteren, dass sie dieselbe Mutter haben, was auch das Projekt Origin bestätigt.

#### Das mysteriöse Mädchen (Alma Wade)
Alma gibt zu Beginn des Spiels Paxton Fettel den Befehl zur Ermordung aller Armacham-Mitarbeiter und zur Befreiung ihres Körpers aus einer Kapsel in der unterirdischen Armacham-Anlage (ATC). Alma taucht bis zum Schluss nur in Visionen des Spielers auf. Erst als ihr Körper aus der Kapsel befreit wird, ist sie real, was bedeutet, dass sie nur in Level 2, am Hafen und gegen Ende des Spiels für den Spieler gefährlich ist.
Alma wurde, als sie acht Jahre alt war, von ihrem Vater (Harlan Wade, der ein ranghohes Mitglied bei Armacham ist) für ein spezielles Testprogramm (Projekt Origin) zur Verfügung gestellt, da sie paranormale Fähigkeiten besitzt. Sie wurde in ein künstliches Koma versetzt. Der Wissenschaftler Harlan Wade leitete diese Operation. Alma bekam ihr erstes Kind (den Spieler) mit 15 Jahren, später gebar sie noch einen zweiten Prototyp: Paxton Fettel, der versucht seine Mutter von diesem Schicksal zu erlösen.
Zu Anfang bis zum letzten Drittel erscheint Alma als etwa achtjähriges Mädchen. Später jedoch wird sie mehr und mehr zu einer etwa 16-jährigen Figur.

#### Alice Wade (Alma Wades Schwester)
Sie ist die Tochter von Harlan Wade, Alice wurde mit viel Liebe von ihrem Vater großgezogen. Obwohl sie für die Armacham Technology Corporation arbeitet, wurde sie nie darüber informiert, dass sie eine Schwester hat, oder dass ihre Schwester furchtbar im Sinne des Armacham-Projekts, bekannt als Projekt Origin, misshandelt wurde. Wegen ihrer sanften Erziehung ist Alice’ Persönlichkeit freundlich und nett, ein scharfer Kontrast zu der hasserfüllten Persönlichkeit von Alma Wade. Ihre Erziehung bindet sie sehr eng an ihren Vater und sie blieb unwissend über die Verbrechen, die er begangen hat gegen seine älteste Tochter (Alma Wade). In ihrem Büro ist ein Bild von ihr und ihrem Vater, glücklich lächelnd. Der Standort von Alice’ Büro ist im 6. Stockwerk in dem exklusiven Gebäude von Armacham Headquarters (Hauptgebäude).
Kurz vor den Ereignissen in F.E.A.R. begann Alice mithilfe von Aldus Bishop ihre Arbeit an der Vermessung des Auburn Districts und studierte die Analysen des kontaminierten South River Wastewater Treatment Plants. Wegen Alice’ Mangel an Wissen über ihre Schwester und Projekt Origin versteht sie nicht, dass die Kontamination von der geheimen Origin-Einrichtung kommt, welche eine Kombination von giftigen Chemikalien und Almas ungezügelter Wut macht, sodass sich jeder, der sich in dem Gebiet befindet, krank fühlt. In der Betrachtung des Auburn Districts selbst notiert sie, dass Menschen Übelkeit und Unwohlsein fühlen, nachdem sie sich dort einige Zeit aufgehalten haben. Sie findet es kurios, obwohl die meisten Ursachen des Phänomens lokalisiert waren.

## Mehrspieler undF.E.A.R. Combat
Im Mehrspielermodus unterstützt das Spiel folgende Modi:
- Slowmo Team Deathmatch
- Slowmo Deathmatch
- Deathmatch
- Team Deathmatch
- Capture the Flag
- Elimination mit bis zu 16 Spielern, auch online

Auch das Anti-Cheat-Tool PunkBuster wurde in das Spiel integriert.
Ab dem 17. August 2006 stand der Mehrspieler-Teil von F.E.A.R. unter dem Namen F.E.A.R. Combat kostenlos im Internet zum Herunterladen bereit. F.E.A.R. Multiplayer und F.E.A.R. Combat sollen nach der Installation des aktuellen Patchs miteinander kompatibel sein.

## Technik
Das Spiel nutzt die von Monolith entwickelte Jupiter-Ex-Engine, welche die Havok-Physik-Engine integriert hat. Zusätzlich zu erwähnen sind das Partikelsystem, der Zeitlupen-Effekt (Bullet Time) und die herausragende KI. F.E.A.R. wurde für einen Prozessorkern geschrieben. Aus diesem Grund ist die Taktrate ein entscheidender Faktor bei der Darstellung des Spiels. Mit der gleichen Grafikkarte erhält man somit eine bessere Darstellung mit einem Einzelkernprozessor mit 3 GHz als mit einem Mehrkernprozessor, der nur mit 2 GHz getaktet ist.
Seit dem 23. November 2005 steht das SDK zu F.E.A.R. zum Herunterladen bereit. Es beinhaltet einen Level-, Model-, String-, Effekt- und Waffeneditor als auch ein Archivierungsprogramm, um die Dateien in ein kompatibles Format zu konvertieren.

## Rezeption
- 4Players 92 %[3]

„F.E.A.R. ist in Programmzeilen gegossene Gänsehaut, der brillanteste spielbare Horrortrip der Neuzeit.“

- Gamers.at 91 %

„[…] Trotzdem ist F.E.A.R. vor allem durch tolle Grafik ein Pflichtgame für all jene, die das Fürchten neu lernen wollen!“

- GameStar 89 %[4]

„Setzt bei den von Doom 3 exzellent eingeführten Schattenspielen noch eins drauf und akzentuiert an den richtigen Stellen Handlung und Atmosphäre durch beklemmende Skriptsequenzen - Schockschwerenot.“

- PC Action 88 %

„F.E.A.R. ist ein Hammerspiel. Ohne Frage das beste Actionspiel der letzten Monate.“

- PC Games 87 %[5]

„F.E.A.R. gewinnt, obwohl nicht frei von Schwächen, die Herzen der Spieler. Wenn ihnen Ihre Fingernägel lieb sind, dann halten Sie sich besser von F.E.A.R. fern.“

- PC PowerPlay 86 %

„Nichts für schwache Nerven! Mit Gruselstory, Schockeffekten und blitzgescheiten Gegnern rüttelt F.E.A.R. heftig am Thron des Genreprimus Half-Life 2. Der beste Shooter seit Half-Life 2.“

## Erweiterungen

### F.E.A.R.: Extraction Point
Die Erweiterung Extraction Point erschien im September 2006 und wurde von TimeGate Studios entwickelt und von Sierra Entertainment veröffentlicht. Dieses Add-on setzt das installierte Basisspiel voraus. Die Hintergrundgeschichte von Extraction Point setzt dort an, wo das Hauptspiel aufhörte: Nachdem Alma in den Hubschrauber geklettert war, stürzte dieser ab. Der Spieler findet sich sofort in einer Kampfsituation wieder mit den von Alma aus Wut über den Tod ihres Sohnes Fettel reaktivierten Klonen. Die Erweiterung bietet neue Waffen und Gegnertypen.

### F.E.A.R.: Perseus Mandate
Im November 2007 erschien mit Perseus Mandate eine weitere Story-Erweiterung für F.E.A.R., die jedoch nicht das Hauptspiel voraussetzt. Das Add-On wurde erneut von TimeGate Studios entwickelt. Eine Neuheit sind KI-gesteuerte Verbündete. Perseus Mandate spielt während der Ereignisse von F.E.A.R.

## Nachfolger

### Streitfall
Da sich der Publisher Sierra und Entwickler Monolith im Streit getrennt hatten, lagen die Namensrechte an F.E.A.R. bei Sierra, Monolith gehörten die spieletechnischen Inhalte. Sowohl Sierra als auch Monolith wollten einen Nachfolger des Spieles veröffentlichen.
Monolith plante die Geschichte des Hauptspiels weiterzuerzählen – ohne Rücksicht auf die Add-ons, welche nach dem Streit entwickelt und veröffentlicht wurden. Monoliths Nachfolger sollte unter dem Namen Project Origin erscheinen. Sierra hatte ebenfalls vor, ein Studio damit zu beauftragen einen Nachfolger unter dem Titel F.E.A.R. 2 zu entwickeln.
Nach der Fusion des Sierra-Eigners Vivendi Games mit Activision verkaufte das Unternehmen die Rechte des Franchises an Warner Bros. Interactive, den Eigentümer von Monolith, da man nun keine Verwendung mehr für den Namen hatte.

### F.E.A.R. 2: Project Origin
F.E.A.R. 2: Project Origin ist der ebenfalls von Monolith Productions entwickelte Nachfolger zu F.E.A.R. und wurde nach langwierigen Lizenzstreitigkeiten um die Namensrechte am 13. Februar 2009 für Windows, Xbox 360 und PlayStation 3 von Warner Bros. Entertainment veröffentlicht. Der Spieler steuert in der Fortsetzung den Delta-Force-Soldaten Michael Becket. F.E.A.R. 2 beginnt kurz vor dem Ende des Vorgängers.

### F.E.A.R. 3
Im April 2010 kündigte Warner Bros. Entertainment den dritten Teil der F.E.A.R.-Reihe an. Der Ego-Shooter F.E.A.R. 3 (Alternativschreibweise: F.3.A.R.) wurde nicht mehr von Monolith Productions entwickelt, sondern von Day 1 Studios, die bereits an der Konsolenportierung von F.E.A.R. gearbeitet hatten. Auch läuft der Nachfolger nicht mehr auf der LithTech-Engine von Monolith, stattdessen verwendeten die neuen Entwickler ihre hauseigene Engine. Der Filmregisseur John Carpenter und der Comicautor Steve Niles waren als Berater an dem Projekt beteiligt. F.E.A.R. 3 erschien am 24. Juni 2011 für Windows, Xbox 360 und PlayStation 3. Im Abschluss der Trilogie spielt der Spieler wahlweise den Point Man (Protagonist des ersten Teils) oder Paxton Fettel.

## Romanveröffentlichung
Im Februar 2012 erschien der gleichnamige Roman F.E.A.R. von Dominik Kristen, ISBN 979-8-38779733-0, welcher in einer Neuauflage bei Amazon.de als E-Book oder Taschenbuch erhältlich ist.